# Gun (série télévisée)
Pour les articles homonymes, voir Gun.
Gun est une série télévisée américaine en 6 épisodes de 45 minutes, créée par James Sadwith, produite par Robert Altman et diffusée entre le 12 avril et le 31 mai 1997 sur le réseau ABC.
En France, la série a été diffusée à partir du 18 juillet 1998 sur Canal+.

## Synopsis
Cette série est une anthologie d'histoires dramatiques ayant en commun un pistolet (Colt M1911) à crosse de nacre.

## Distribution et épisodes

### Épisode 1:L'Heure Est Venue(The Shot)
- Daniel Stern : Harvey
- Kathy Baker : Dora

### Épisode 2:Ricochet(Ricochet)
- Tess Harper : Virginia
- Martin Sheen : Van Guinness
- Chris McDonald : Lutz
- Nancy Travis : Diane Ichiho
- Wil Wheaton : Bilchick

### Épisode 3:Jour de fête(Columbus Day)
- Rosanna Arquette : Lilly Difideli
- James Gandolfini : Walter Difideli
- Peter Horton : Jack Keyes)

### Épisode 4:Les Femmes du président(All the President's Women)
- Daryl Hannah : Jill Johnson
- Sally Kellerman : Frances
- Randy Quaid : Bill Johnson
- Jennifer Tilly : Phyllis
- Sean Young : Paula

### Épisode 5:Le Pacte(The Hole)
- Kirsten Dunst : Sondra
- Carrie Fisher : Nancy
- Max Gail : Dick Sproule
- Donal Logue : Luke

### Épisode 6:Père John(Father John)
- Brooke Adams : Joyce
- Maria Conchita Alonso : Marti
- Edward James Olmos : Père Santos
- Fred Ward : John Farragut

## Commentaires
- Le générique de la série est interprété par U2. Il s’agit de la chanson « Happiness Is a Warm Gun », signée John Lennon et Paul McCartney[1].